# Польша на летних Олимпийских играх 1972
Польша принимала участие в летних Олимпийских играх 1972 года в Мюнхене (ФРГ), и завоевала 21 медаль, из которых 7 золотые, 5 серебряные и 9 бронзовые. Сборную страны представляли 290 спортсменов (252 мужчины, 38 женщин).

## Медалисты
| Медаль  | Спортсмен | Вид спорта                  | Дисциплина                            |
| ------- | --- | --------------------------- | ------------------------------------- |
| Золото  | Ян Щепаньский | Бокс                        | Мужчины, до 60 кг                     |
| Золото  | Владислав Комар | Лёгкая атлетика             | Мужчины, толкание ядра                |
| Золото  | Зигмунт Смальцеж | Тяжёлая атлетика            | Мужчины, до 52 кг                     |
| Золото  | Йозеф Запецкий | Стрельба                    | Мужчины, скоростной пистолет, 25 м    |
| Золото  | Витольд Войда | Фехтование                  | Мужчины, рапира, личное первенство    |
| Золото  | Витольд Войда Аркадиуш Годель Ежи Качмарек Марек Домбровский Лех Козеёвский | Фехтование                  | Мужчины, рапира, командное первенство |
| Золото  | Хуберт Костка Збигнев Гут Ежи Горгонь Зигмунд Анчок Леслав Цьмикевич Зигмунт Мащик Ежи Краска Казимеж Дейна Зигфрид Шолтысик Влодзимеж Любаньский Роберт Гадоха Ришард Шимчак Антоний Шимановский Йоахим Маркс Гжегож Лято Марьян Остафинский Казимеж Кмецик Марян Шея Анджей Яросик | Футбол                      | Мужчины                               |
| Серебро | Веслав Рудковский | Бокс                        | Мужчины, до 71 кг                     |
| Серебро | Антоний Зайковский | Дзюдо                       | Мужчины, до 70 кг                     |
| Серебро | Эдвард Барцик Луцьян Лис Станислав Шозда Рышард Шурковский | Велоспорт                   | Мужчины, велошоссе, командная гонка   |
| Серебро | Ирена Шидловская | Стрельба из лука            | Женщины, личное первенство            |
| Серебро | Норберт Озимек | Тяжёлая атлетика            | Мужчины, до 82,5 кг                   |
| Бронза  | Лешек Блажиньский | Бокс                        | Мужчины, до 51 кг                     |
| Бронза  | Януш Гортат | Бокс                        | Мужчины, до 81 кг                     |
| Бронза  | Рафал Пищ Владислав Шушкевич | Гребля на байдарках и каноэ | Мужчины, байдарка-двойка, 1000 м      |
| Бронза  | Анджей Бек Бенедикт Кокот | Велоспорт                   | Мужчины, тандем                       |
| Бронза  | Ришард Катус | Лёгкая атлетика             | Мужчины, десятиборье                  |
| Бронза  | Ирена Шевиньская | Лёгкая атлетика             | Женщины, 200 м                        |
| Бронза  | Збигнев Качмарек | Тяжёлая атлетика            | Мужчины, до 67,5 кг                   |
| Бронза  | Казимеж Липень | Греко-римская борьба        | Мужчины, до 62 кг                     |
| Бронза  | Чеслав Квециньский | Греко-римская борьба        | Мужчины, до 90 кг                     |

## Результаты соревнований

### Академическая гребля
В следующий раунд из каждого заезда проходили несколько лучших экипажей (в зависимости от дисциплины). В финал A выходили 6 сильнейших экипажей, ещё 6 экипажей, выбывших в полуфинале, распределяли места в малом финале B.
Мужчины
| Соревнование | Спортсмены                    | Предварительный заезд | Предварительный заезд | Предварительный заезд | Отборочный заезд | Отборочный заезд | Отборочный заезд | Полуфинал | Полуфинал | Полуфинал | Финал   | Финал   | Итоговое место |
| Соревнование | Спортсмены                    | Заезд                 | Время                 | Место                 | Заезд            | Время            | Место            | Заезд     | Время     | Место     | Время   | Место   | Итоговое место |
| ------------ | ----------------------------- | --------------------- | --------------------- | --------------------- | ---------------- | ---------------- | ---------------- | --------- | --------- | --------- | ------- | ------- | -------------- |
| двойки       | Альфонс Слюсарский Ежи Бронец | 2                     | 7:24,16               | 2                     | 3                | 7:34,77          | 1 Q              | 1         | 7:42,41   | 1 QA      | Финал A | Финал A | 5              |
| двойки       | Альфонс Слюсарский Ежи Бронец | 2                     | 7:24,16               | 2                     | 3                | 7:34,77          | 1 Q              | 1         | 7:42,41   | 1 QA      | 7:02,74 | 5       | 5              |

### Баскетбол
Мужская сборная Польши по баскетболу квалифицировалась на летние Олимпийские игры в Мюнхене, одержав победу на предолимпийском квалификационном турнире.
Состав
| Номер | Имя                | Дата рождения   | Рост, см | Клуб             | Игры | Очки | Подборы |
| ----- | ------------------ | --------------- | -------- | ---------------- | ---- | ---- | ------- |
| 4     | Анджей Пасоровский | 4 мая 1946      | 203      | Ресовия Жешув    | 7    | 38   | 22      |
| 5     | Гжегож Корч        | 9 октября 1946  | 194      | Шлёнск Вроцлав   | 9    | 62   | 19      |
| 6     | Ян Дольчевский     | 11 июля 1948    | 193      | Легия Варшава    | 9    | 72   | 25      |
| 7     | Францишек Немец    | 3 марта 1950    | 187      | Ресовия Жешув    | 8    | 31   | 12      |
| 8     | Анджей Северин     | 27 ноября 1948  | 180      | Висла Краков     | 9    | 88   | 20      |
| 9     | Вальдемар Козак    | 17 мая 1948     | 203      | Легия Варшава    | 8    | 69   | 37      |
| 10    | Анджей Каспжак     | 14 марта 1946   | 198      | Люблинянки       | 8    | 77   | 32      |
| 11    | Януш Цеглиньский   | 6 апреля 1949   | 201      | Выбжеже Гданьск  | 8    | 73   | 42      |
| 12    | Мечислав Лопатка   | 10 октября 1939 | 196      | Шлёнск Вроцлав   | 8    | 50   | 16      |
| 13    | Рышард Бяловонс    | 14 июля 1947    | 179      | Шлёнск Вроцлав   | 7    | 12   | 3       |
| 14    | Эугениуш Дурейко   | 15 ноября 1950  | 202      | Лех Познань      | 9    | 77   | 57      |
| 15    | Пётр Лангош        | 5 апреля 1951   | 201      | Балидон Катовице | 8    | 41   | 23      |

| Имя               | Гражданство | Дата рождения    |
| ----------------- | ----------- | ---------------- |
| Витольд Загорский | Польша      | 25 сентября 1930 |

Результаты
Групповой этап (Группа B)
| Место | Сборная     | В | П | МЗ  | МП  | МР   | Очки |
| ----- | ----------- | - | - | --- | --- | ---- | ---- |
| 1     | СССР        | 7 | 0 | 639 | 479 | +160 | 14   |
| 2     | Италия      | 5 | 2 | 547 | 471 | +76  | 10   |
| 3     | Югославия   | 5 | 2 | 582 | 484 | +98  | 10   |
| 4     | Пуэрто-Рико | 5 | 2 | 570 | 531 | +39  | 10   |
| 5     | ФРГ         | 3 | 4 | 482 | 518 | −36  | 6    |
| 6     | Польша      | 2 | 5 | 520 | 536 | −16  | 4    |
| 7     | Филиппины   | 1 | 6 | 526 | 666 | −140 | 2    |
| 8     | Сенегал     | 0 | 7 | 405 | 586 | −181 | 0    |

| 27 августа 1972 09:00 UTC+2 | Протокол | Польша                            | 90:75   | Филиппины        | Руди-Зедльмайер, Мюнхен |
| 27 августа 1972 09:00 UTC+2 | Протокол | Счёт по половинам: 33:46, 57:29.  |         |                  | Руди-Зедльмайер, Мюнхен |
| 27 августа 1972 09:00 UTC+2 | Протокол | Анджей Северин, Анджей Каспжак 20 | Очки    | 16 Хайме Мариано | Руди-Зедльмайер, Мюнхен |
| 27 августа 1972 09:00 UTC+2 | Протокол | Анджей Каспжак 9                  | Подборы | 7 Мануэль Панер  | Руди-Зедльмайер, Мюнхен |

| 28 августа 1972 21:30 UTC+2 | Протокол | Польша                                  | 64:85   | Югославия         | Руди-Зедльмайер, Мюнхен |
| 28 августа 1972 21:30 UTC+2 | Протокол | Счёт по половинам: 28:36, 36:49.        |         |                   | Руди-Зедльмайер, Мюнхен |
| 28 августа 1972 21:30 UTC+2 | Протокол | Анджей Пасоровский, Эугениуш Дурейко 12 | Очки    | 20 Крешимир Чосич | Руди-Зедльмайер, Мюнхен |
| 28 августа 1972 21:30 UTC+2 | Протокол | Эугениуш Дурейко 6                      | Подборы | 10 Крешимир Чосич | Руди-Зедльмайер, Мюнхен |

| 29 августа 1972 10:30 UTC+2 | Протокол | Сенегал                          | 59:95   | Польша            | Руди-Зедльмайер, Мюнхен |
| 29 августа 1972 10:30 UTC+2 | Протокол | Счёт по половинам: 25:49, 34:46. |         |                   | Руди-Зедльмайер, Мюнхен |
| 29 августа 1972 10:30 UTC+2 | Протокол | Бабакар Сек, Алуне Гейе 10       | Очки    | 18 Анджей Каспжак | Руди-Зедльмайер, Мюнхен |
| 29 августа 1972 10:30 UTC+2 | Протокол | Сильвестр Лопес 9                | Подборы | 9 Анджей Каспжак  | Руди-Зедльмайер, Мюнхен |

| 30 августа 1972 09:00 UTC+2 | Протокол | СССР                                                    | 94:64   | Польша                                            | Руди-Зедльмайер, Мюнхен |
| 30 августа 1972 09:00 UTC+2 | Протокол | Счёт по половинам: 50:23, 44:41.                        |         |                                                   | Руди-Зедльмайер, Мюнхен |
| 30 августа 1972 09:00 UTC+2 | Протокол | Сергей Белов 16                                         | Очки    | 10 Гжегож Корч, Вальдемар Козак, Януш Цеглиньский | Руди-Зедльмайер, Мюнхен |
| 30 августа 1972 09:00 UTC+2 | Протокол | Александр Болошев, Александр Белов, Анатолий Поливода 5 | Подборы | 8 Вальдемар Козак                                 | Руди-Зедльмайер, Мюнхен |

| 1 сентября 1972 20:00 UTC+2 | Протокол | Италия                           | 71:59   | Польша              | Руди-Зедльмайер, Мюнхен |
| 1 сентября 1972 20:00 UTC+2 | Протокол | Счёт по половинам: 37:31, 34:28. |         |                     | Руди-Зедльмайер, Мюнхен |
| 1 сентября 1972 20:00 UTC+2 | Протокол | Иван Биссон 15                   | Очки    | 14 Ян Дольчевский   | Руди-Зедльмайер, Мюнхен |
| 1 сентября 1972 20:00 UTC+2 | Протокол | Иван Биссон 10                   | Подборы | 14 Эугениуш Дурейко | Руди-Зедльмайер, Мюнхен |

| 2 сентября 1972 16:00 UTC+2 | Протокол | Германия                         | 67:65   | Польша             | Руди-Зедльмайер, Мюнхен |
| 2 сентября 1972 16:00 UTC+2 | Протокол | Счёт по половинам: 40:37, 27:28. |         |                    | Руди-Зедльмайер, Мюнхен |
| 2 сентября 1972 16:00 UTC+2 | Протокол | Норберт Тимм 21                  | Очки    | 18 Анджей Каспжак  | Руди-Зедльмайер, Мюнхен |
| 2 сентября 1972 16:00 UTC+2 | Протокол | Ганс Крюгер 12                   | Подборы | 8 Эугениуш Дурейко | Руди-Зедльмайер, Мюнхен |

| 3 сентября 1972 14:30 UTC+2 | Протокол | Польша                                                                    | 83:85   | Пуэрто-Рико       | Руди-Зедльмайер, Мюнхен |
| 3 сентября 1972 14:30 UTC+2 | Протокол | Счёт по половинам: 47:54, 36:31.                                          |         |                   | Руди-Зедльмайер, Мюнхен |
| 3 сентября 1972 14:30 UTC+2 | Протокол | Вальдемар Козак 20                                                        | Очки    | 18 Раймонд Далмау | Руди-Зедльмайер, Мюнхен |
| 3 сентября 1972 14:30 UTC+2 | Протокол | Анджей Пасоровский, Вальдемар Козак, Януш Цеглиньский, Эугениуш Дурейко 4 | Подборы | 13 Раймонд Далмау | Руди-Зедльмайер, Мюнхен |

Классификационный раунд
| 5 сентября 1972 21:45 UTC+2 | Протокол | Испания                          | 76:87   | Польша             | Руди-Зедльмайер, Мюнхен |
| 5 сентября 1972 21:45 UTC+2 | Протокол | Счёт по половинам: 33:38, 43:49. |         |                    | Руди-Зедльмайер, Мюнхен |
| 5 сентября 1972 21:45 UTC+2 | Протокол | Клиффорд Луйк 18                 | Очки    | 19 Анджей Северин  | Руди-Зедльмайер, Мюнхен |
| 5 сентября 1972 21:45 UTC+2 | Протокол | Клиффорд Луйк 10                 | Подборы | 7 Януш Цеглиньский | Руди-Зедльмайер, Мюнхен |

Матч за 9-е место
| 9 сентября 1972 17:45 UTC+2 | Протокол | Австралия                        | 91:83   | Польша             | Руди-Зедльмайер, Мюнхен |
| 9 сентября 1972 17:45 UTC+2 | Протокол | Счёт по половинам: 41:42, 50:41. |         |                    | Руди-Зедльмайер, Мюнхен |
| 9 сентября 1972 17:45 UTC+2 | Протокол | Эдвард Палубинскас 24            | Очки    | 16 Вальдемар Козак | Руди-Зедльмайер, Мюнхен |
| 9 сентября 1972 17:45 UTC+2 | Протокол | Перри Кроссуайт 11               | Подборы | 11 Вальдемар Козак | Руди-Зедльмайер, Мюнхен |

Итог: Сборная Польши заняла 10-е место

### Бокс
Соревнования по боксу проходили по системе плей-офф. Для победы в олимпийском турнире боксёру необходимо было одержать либо пять, либо шесть побед в зависимости от жеребьёвки соревнований. Оба спортсмена, проигравшие в полуфинальных поединках, становились обладателями бронзовых наград.
| Категория | Спортсмены        | Первый раунд       | Второй раунд         | Третий раунд         | Четвертьфинал       | Полуфинал              | Финал                | Место |
| Категория | Спортсмены        | Соперник Результат | Соперник Результат   | Соперник Результат   | Соперник Результат  | Соперник Результат     | Соперник Результат   | Место |
| --------- | ----------------- | ------------------ | -------------------- | -------------------- | ------------------- | ---------------------- | -------------------- | ----- |
| до 51 кг  | Лешек Блажиньский | Не участвовал      | INDЧ. Нараянан В 3:2 | MEXА. Дельгадо В 5:0 | KORЁ Ман Чонг В 3:2 | BULГ. Костадинов П 0:5 | Завершил выступление | 3     |

### Велоспорт

#### Шоссейный велоспорт
Мужчины
| Соревнование               | Спортсмены                                                 | Время     | Место | Отставание |
| -------------------------- | ---------------------------------------------------------- | --------- | ----- | ---------- |
| командная раздельная гонка | Эдвард Барцик Луцьян Лис Станислав Шозда Рышард Шурковский | 2:11:47,5 | 2     | +29,7      |

#### Трековый велоспорт
Спринт
| Соревнование | Спортсмены                | Раунд 1                              | Отбор                  | Раунд 2                               | Отбор                 | 1/8 финала                           | Отбор                                    | 1/4 финала           | Полуфинал            | Финал                | Место                |
| Соревнование | Спортсмены                | Соперник Время                       | Соперник Время         | Соперник Время                        | Соперники Время       | Соперник Время                       | Соперники Время                          | Соперник Время       | Соперник Время       | Соперники Время      | Место                |
| ------------ | ------------------------- | ------------------------------------ | ---------------------- | ------------------------------------- | --------------------- | ------------------------------------ | ---------------------------------------- | -------------------- | -------------------- | -------------------- | -------------------- |
| спринт       | Анджей Бек                | URSО. Пхакадзе JAMХ. Чин П 2-е место | MEXА. Камброни В 11,86 | TCHВ. Вачкарж ITAЭ. Карди П 3-е место | FRGД. Беркман В 11,87 | NEDК. Балс URSС. Кравцов П 2-е место | TCHВ. Вачкарж DENП. Педерсен П 3-е место | Завершил выступление | Завершил выступление | Завершил выступление | Завершил выступление |
| тандем       | Анджей Бек Бенедикт Коцот | Италия · В 10,56                     | Не участвовали         | Не проводится                         | Не проводится         | Не проводится                        | Не проводится                            | ФРГ · В 2:0          | ГДР · П 0:2          | За 3-е место         | 3                    |
| тандем       | Анджей Бек Бенедикт Коцот | Италия · В 10,56                     | Не участвовали         | Не проводится                         | Не проводится         | Не проводится                        | Не проводится                            | ФРГ · В 2:0          | ГДР · П 0:2          | Франция · В 2:0      | 3                    |

### Водные виды спорта

#### Плавание
В следующий раунд на каждой дистанции проходят спортсмены, показавшие лучший результат, независимо от места, занятого в своём заплыве.
| Дистанция                    | Спортсмены                                                    | Предварительный раунд | Предварительный раунд | Предварительный раунд | Полуфинал             | Полуфинал             | Полуфинал             | Финал                 | Финал                 |
| Дистанция                    | Спортсмены                                                    | Заплыв                | Результат             | Место                 | Заплыв                | Результат             | Место                 | Результат             | Место                 |
| ---------------------------- | ------------------------------------------------------------- | --------------------- | --------------------- | --------------------- | --------------------- | --------------------- | --------------------- | --------------------- | --------------------- |
| 100 метров баттерфляем       | Анджей Худзиньский                                            | 1                     | 1:00,22               | 29                    | Завершил выступление  | Завершил выступление  | Завершил выступление  | Завершил выступление  | Завершил выступление  |
| 200 метров баттерфляем       | Анджей Худзиньский                                            | 2                     | 2:12,62               | 25                    | Не проводится         | Не проводится         | Не проводится         | Завершил выступление  | Завершил выступление  |
| Эстафета                     | Предварительный раунд                                         | Предварительный раунд | Предварительный раунд | Предварительный раунд | Финал                 | Финал                 | Финал                 | Финал                 | Финал                 |
| Эстафета                     | Состав                                                        | Заплыв                | Результат             | Место                 | Состав                | Состав                | Состав                | Результат             | Место                 |
| 4×100 метров комбинированная | Пётр Длуцик Цезари Смигляк Анджей Худзиньский Збигнев Пацельт | 3                     | 4:07,87               | 15                    | Завершили выступление | Завершили выступление | Завершили выступление | Завершили выступление | Завершили выступление |

### Волейбол

#### Мужчины
Состав сборной
| Номер | Имя                   | Дата рождения   | Рост, см | Клуб          | Игр |
| ----- | --------------------- | --------------- | -------- | ------------- | --- |
|       | Здзислав Амброзяк     | 1 января 1944   | 201      | Скра Варшава  | 6   |
|       | Бронислав Бебель      | 16 мая 1949     | 191      | Ресовия       | 6   |
|       | Рышард Босек          | 12 апреля 1950  | 189      | АЗС Варшава   | 4   |
|       | Веслав Гавловский     | 19 мая 1950     | 180      | АЗС Варшава   | 6   |
|       | Станислав Госьциняк   | 18 февраля 1944 | 188      | Ресовия       | 6   |
|       | Збигнев Зажицкий      | 12 марта 1948   | 181      | АЗС Варшава   | 5   |
|       | Станислав Иваняк      | 31 августа 1948 | 186      | АРТ Ольштын   | 1   |
|       | Марек Карбаш          | 22 июля 1950    | 188      | Ресовия       | 6   |
|       | Алойзий Свидерек      | 30 мая 1952     | 195      | АЗС Варшава   | 3   |
|       | Эдвард Скорек         | 13 июня 1944    | 192      | Легия Варшава | 6   |
|       | Влодзимеж Стефаньский | 20 ноября 1949  | 192      | Скра Варшава  | 4   |
|       | Ян Сух                | 8 февраля 1948  | 183      | Ресовия       | 6   |

| Имя           | Гражданство | Дата рождения   |
| ------------- | ----------- | --------------- |
| Тадеуш Шлагор | Польша      | 9 сентября 1929 |

Результаты
Групповой этап (Группа A)
|                     | Матчи | Матчи | Очки | Сеты | Сеты | Сеты  | Мячи | Мячи | Мячи  |
| В                   | П     | В     | Очки | П    | В:П  | В     | П    | В:П  |       |
| ------------------- | ----- | ----- | ---- | ---- | ---- | ----- | ---- | ---- | ----- |
| 1. СССР             | 5     | 0     | 10   | 15   | 3    | 5,000 | 257  | 196  | 1,311 |
| 2. Болгария         | 4     | 1     | 9    | 13   | 8    | 1,625 | 294  | 235  | 1,251 |
| 3. Чехословакия     | 3     | 2     | 8    | 11   | 6    | 1,833 | 230  | 205  | 1,122 |
| 4. Республика Корея | 2     | 3     | 7    | 7    | 10   | 0,700 | 209  | 197  | 1,061 |
| 5. Польша           | 1     | 4     | 6    | 8    | 12   | 0,667 | 237  | 259  | 0,915 |
| 6. Тунис            | 0     | 5     | 5    | 0    | 15   | 0,000 | 90   | 225  | 0,400 |

| 27 августа 1972 |

| Польша               | 0:3  | Чехословакия |
| (13:15, 14:16, 8:15) |      |              |
|                      | Очки |              |

| Мюнхен Судьи: Глен Дэвис, Люсьен ван Виден |

| 29 августа 1972 |

| Польша              | 3:0  | Тунис |
| (15:6, 15:11, 15:1) |      |       |
|                     | Очки |       |

| Мюнхен Судьи: Андрес Хевия, Ю Бун Су |

| 31 августа 1972 |

| Польша                     | 1:3  | Республика Корея |
| (7:15, 15:13, 11:15, 6:15) |      |                  |
|                            | Очки |                  |

| Мюнхен Судьи: Костин Мусат, Андрес Хевия |

| 2 сентября 1972 |

| Болгария                          | 3:2  | Польша |
| (14:16, 12:15, 15:7, 15:3, 15:10) |      |        |
|                                   | Очки |        |

| Мюнхен Судьи: Франьо Видачович, Антонио Фонсека |

| 5 сентября 1972 |

| Польша                              | 2:3  | СССР |
| (15:11, 12:15, 12:15, 15:10, 13:15) |      |      |
|                                     | Очки |      |

| Мюнхен Судьи: Ёсихара Кадзуо, Ханс-Юрген Гайсмар |

Матч за 9-е место
| 9 сентября 1972 |

| Куба                | 0:3  | Польша |
| (2:15, 7:15, 13:15) |      |        |
|                     | Очки |        |

| Мюнхен Судьи: Садок Мериа, Хайнер Лозе |

Итог: 9-е место

### Гандбол
Состав
| Номер          | Имя                 | Дата рождения   | Рост, см | Вес, кг | Клуб              | Игры    | Голы    |
| Вратари        | Вратари             | Вратари         | Вратари  | Вратари | Вратари           | Вратари | Вратари |
| -------------- | ------------------- | --------------- | -------- | ------- | ----------------- | ------- | ------- |
|                | Богдан Ковальчик    | 12 августа 1946 | 180      | 81      | Шлёнск            | 2       | 0       |
|                | Хенрик Розмярек     | 13 января 1949  | 180      | 77      | Грюнвальд Познань | 5       | 0       |
|                | Анджей Шимчак       | 8 сентября 1948 | 193      | 96      | Анилана Лодзь     | 3       | 0       |
| Полевые игроки |                     |                 |          |         |                   |         |         |
|                | Здзислав Антчак     | 20 ноября 1947  | 188      | 82      | Шлёнск            | 5       | 11      |
|                | Влодзимеж Вахович   | 23 августа 1946 | 178      | 83      | Анилана Лодзь     | 5       | 2       |
|                | Ян Гмирек           | 2 марта 1951    | 177      | 79      | Сталь Мелец       | 4       | 7       |
|                | Францишек Гонсёр    | 21 апреля 1947  | 179      | 82      | Сталь Мелец       | 1       | 2       |
|                | Збигнев Диболь      | 22 февраля 1947 | 172      | 70      | Грюнвальд Познань | 5       | 10      |
|                | Роберт Завада       | 7 июня 1944     | 181      | 82      | Сталь Мелец       | 2       | 3       |
|                | Зигфрид Кухта       | 5 января 1944   | 189      | 88      | Анилана Лодзь     | 5       | 7       |
|                | Анджей Лех          | 15 мая 1946     | 185      | 85      | Спойня Гданьск    | 4       | 2       |
|                | Ежи Мельцер         | 10 марта 1949   | 196      | 85      | АЗС Белосток      | 5       | 19      |
|                | Хельмут Пнёциньский | 22 февраля 1944 | 180      | 80      | Спойня Гданьск    | 4       | 0       |
|                | Анджей Соколовский  | 23 ноября 1948  | 192      | 82      | Гвардия Ополе     | 5       | 1       |
|                | Энгельберт Шольц    | 26 апреля 1943  | 182      | 85      | Забоже Забже      | 5       | 11      |

| Имя              | Гражданство | Дата рождения   |
| ---------------- | ----------- | --------------- |
| Януш Червиньский | Польша      | 24 октября 1936 |

Результаты
Групповой этап (Группа A)
| Место | Команда | И | В | Н | П | ГЗ | ГП | +/- | Очки |
| ----- | ------- | - | - | - | - | -- | -- | --- | ---- |
| 1     | Швеция  | 3 | 1 | 2 | 0 | 40 | 34 | +6  | 4    |
| 2     | СССР    | 3 | 1 | 2 | 0 | 40 | 34 | +6  | 4    |
| 3     | Польша  | 3 | 1 | 1 | 1 | 35 | 38 | -3  | 3    |
| 4     | Дания   | 3 | 0 | 1 | 2 | 30 | 39 | -9  | 1    |

| 1972-08-30 | Швеция        | 13:13 | Польша   | Донаухалле, Ульм Судьи: Симанович, Вальчич (YUG) |
| 1972-08-30 | Л. Эрикссон 7 | (5:7) | 6 Диволь | Донаухалле, Ульм Судьи: Симанович, Вальчич (YUG) |
| 1972-08-30 |               |       |          | Донаухалле, Ульм Судьи: Симанович, Вальчич (YUG) |

| 1972-09-1 | Дания       | 8:11  | Польша    | Хофенштауфенхалле, Гёппинген Судьи: Кештейи, Марки (HUN) |
| 1972-09-1 | Ф. Хансен 4 | (4:6) | 5 Мельцер | Хофенштауфенхалле, Гёппинген Судьи: Кештейи, Марки (HUN) |
| 1972-09-1 |             |       |           | Хофенштауфенхалле, Гёппинген Судьи: Кештейи, Марки (HUN) |

| 1972-09-3 | СССР    | 17:11 | Польша    | Бёблингеншпортхалле, Бёблинген Судьи: Чирилджену, Сидя (ROU) |
| 1972-09-3 | Ильин 5 | (9:4) | 5 Мельцер | Бёблингеншпортхалле, Бёблинген Судьи: Чирилджену, Сидя (ROU) |
| 1972-09-3 |         |       |           | Бёблингеншпортхалле, Бёблинген Судьи: Чирилджену, Сидя (ROU) |

Классификационные матчи (9-12-е место)
| 1972-09-7 | Польша   | 20:17  | Исландия    | Олимпияхалле, Мюнхен Судьи: Райхель, Тетенс (GER) |
| 1972-09-7 | Антчак 5 | (10:7) | 6 Магнуссон | Олимпияхалле, Мюнхен Судьи: Райхель, Тетенс (GER) |
| 1972-09-7 |          |        |             | Олимпияхалле, Мюнхен Судьи: Райхель, Тетенс (GER) |

Матч за 9-е место
| 1972-09-9 | Польша          | 20:23 (ОТ) | Норвегия  | Олимпияхалле, Мюнхен Судьи: Райхель, Тетенс (GER) |
| 1972-09-9 | Мельцер 6       | (10:10)    | 10 Хансен | Олимпияхалле, Мюнхен Судьи: Райхель, Тетенс (GER) |
| 1972-09-9 |                 |            |           | Олимпияхалле, Мюнхен Судьи: Райхель, Тетенс (GER) |
| 1972-09-9 | ОВ: 9:9 ОТ: 1:4 |            |           | Олимпияхалле, Мюнхен Судьи: Райхель, Тетенс (GER) |

Итог: 10-е место

### Гребля на байдарках и каноэ

#### Гребля на гладкой воде
Женщины
| Соревнование                | Спортсмены                                  | Первый раунд | Первый раунд | Первый раунд | Отборочный заезд | Отборочный заезд | Полуфинал     | Полуфинал     | Полуфинал     | Финал   | Финал | Итоговое место |
| Соревнование                | Спортсмены                                  | Заплыв       | Время        | Место        | Время            | Место            | Заплыв        | Время         | Место         | Время   | Место | Итоговое место |
| --------------------------- | ------------------------------------------- | ------------ | ------------ | ------------ | ---------------- | ---------------- | ------------- | ------------- | ------------- | ------- | ----- | -------------- |
| байдарки-двойки, 500 метров | Эва Грайковская Изабелла Антонович-Шушкевич | 1            | 2:04,30      | 4            | 1:55,05          | 1 Q              | Не проводится | Не проводится | Не проводится | 1:57,45 | 6     | 6              |

### Дзюдо
Борец, победивший во всех схватках группы выходил в полуфинал, где встречался с борцом из другой группы, вышедшим в полуфинал по результатам «утешительных» схваток. В «утешительных» схватках встречались те борцы, которые проиграли победителю группы: так, проигравший борец «B» в первой схватке борцу «А», во второй схватке (при условии, что борец «А» свою вторую схватку выиграл) боролся с проигравшим борцу «А», и если выигрывал, то продолжал участвовать в турнире до тех пор, пока борец «А» не проигрывал, и если борец «А» выходил в полуфинал, то борец «B» также выходил в полуфинал. Таким образом, исключалась возможность того, что в первых схватках выбывали сильные борцы.
Мужчины
| Категория | Спортсмены   | Предварительный раунд | Предварительный раунд | Предварительный раунд | Предварительный раунд | Предварительный раунд | Полуфинал            | Финал                | Место |
| Категория | Спортсмены   | 1/32 финала           | 1/16 финала           | 1/8 финала            | Четвертьфинал         | Полуфинал             | Полуфинал            | Финал                | Место |
| Категория | Спортсмены   | Соперник Результат    | Соперник Результат    | Соперник Результат    | Соперник Результат    | Соперник Результат    | Соперник Результат   | Соперник Результат   | Место |
| --------- | ------------ | --------------------- | --------------------- | --------------------- | --------------------- | --------------------- | -------------------- | -------------------- | ----- |
| до 80 кг  | Адам Адамчик | Группа A              | Группа A              | Завершил выступление  | Завершил выступление  | Завершил выступление  | Завершил выступление | Завершил выступление | 19    |
| до 80 кг  | Адам Адамчик | Не участвовал         | NZLР. Литтлвуд П 2:12 | Завершил выступление  | Завершил выступление  | Завершил выступление  | Завершил выступление | Завершил выступление | 19    |

### Лёгкая атлетика
Мужчины
Беговые дисциплины
| Дисциплина            | Спортсмен                                                   | Предварительный раунд | Предварительный раунд | Предварительный раунд | Четвертьфиналы | Четвертьфиналы | Четвертьфиналы | Полуфиналы    | Полуфиналы    | Полуфиналы    | Финал                | Финал                |
| Дисциплина            | Спортсмен                                                   | Забег                 | Время                 | Место                 | Забег          | Время          | Место          | Забег         | Время         | Место         | Время                | Место                |
| --------------------- | ----------------------------------------------------------- | --------------------- | --------------------- | --------------------- | -------------- | -------------- | -------------- | ------------- | ------------- | ------------- | -------------------- | -------------------- |
| бег на 400 метров     | Анджей Баденьский                                           | 1                     | 46,21                 | 1 Q                   | 5              | 46,19          | 2 Q            | 1             | 46,38         | 8             | Завершил выступление | Завершил выступление |
| эстафета 4×400 метров | Ян Вернер Ян Балаховский Збигнев Яремский Анджей Баденьский | 3                     | 3:02,52               | 1 Q                   | Не проводится  | Не проводится  | Не проводится  | Не проводится | Не проводится | Не проводится | 3:01,05              | 5                    |

Технические дисциплины
| Дисциплина      | Спортсмен        | Квалификация | Квалификация | Финал     | Финал |
| Дисциплина      | Спортсмен        | Результат    | Место        | Результат | Место |
| --------------- | ---------------- | ------------ | ------------ | --------- | ----- |
| прыжок с шестом | Войцех Бучарский | 5,00         | 12 Q         | 5,00      | 10    |

Женщины
Беговые дисциплины
| Дисциплина            | Спортсмен                                                | Предварительный раунд | Предварительный раунд | Предварительный раунд | Четвертьфиналы | Четвертьфиналы | Четвертьфиналы | Полуфиналы    | Полуфиналы    | Полуфиналы    | Финал | Финал |
| Дисциплина            | Спортсмен                                                | Забег                 | Время                 | Место                 | Забег          | Время          | Место          | Забег         | Время         | Место         | Время | Место |
| --------------------- | -------------------------------------------------------- | --------------------- | --------------------- | --------------------- | -------------- | -------------- | -------------- | ------------- | ------------- | ------------- | ----- | ----- |
| эстафета 4×100 метров | Хелена Кернер Барбара Бакулин Урсула Юзвик Данута Едреек | 1                     | 44,19                 | 4 Q                   | Не проводится  | Не проводится  | Не проводится  | Не проводится | Не проводится | Не проводится | 44,20 | 8     |

Технические дисциплины
| Дисциплина    | Спортсмен          | Квалификация | Квалификация | Финал     | Финал |
| Дисциплина    | Спортсмен          | Результат    | Место        | Результат | Место |
| ------------- | ------------------ | ------------ | ------------ | --------- | ----- |
| толкание ядра | Лудвика Хевиньская | 17,40        | 10 Q         | 18,24     | 10    |

### Парусный спорт
Соревнования по парусному спорту в каждом из классов состояли из 6 или 7 гонок. В каждой гонке спортсмены начинали заплыв с общего старта. Победителем каждой из гонок становился экипаж, первым пересекший финишную черту. Количество очков, идущих в общий зачёт, определялось исходя из занятого командой места. При итоговом подсчёте очков не учитывался худший результат, показанный экипажем в одной из гонок. Сборная, набравшая наименьшее количество очков, становилась олимпийским чемпионом.
Мужчины
| Класс  | Спортсмены                                           | Гонка | Гонка | Гонка | Гонка | Гонка | Гонка | Гонка         | Очки  | Место |
| Класс  | Спортсмены                                           | 1     | 2     | 3     | 4     | 5     | 6     | 7             | Очки  | Место |
| ------ | ---------------------------------------------------- | ----- | ----- | ----- | ----- | ----- | ----- | ------------- | ----- | ----- |
| Дракон | Лех Поклевский Тадеуш Пётровский Александер Белачиц  | 20    | 21    | 17    | 2     | 22    | 21    | Не проводится | 106,0 | 20    |
| Солинг | Йожеф Блащик Зигфрид Перлицкий Станислав Стефаньский | 19    | 14    | 5     | 9     | 5     | 14    | Не проводится | 75,0  | 8     |

### Спортивная гимнастика
В командном многоборье, помимо определения медалистов Игр, также определялись финалисты личного многоборья и индивидуальных дисциплин. В финал индивидуального многоборья отбиралось 36 спортсменов с наивысшими результатами, а в финалы отдельных упражнений — по 6 спортсменов, причём количество гимнастов от одной страны могло быть любым. В финалах многоборья и индивидуальных дисциплин спортсмены начинали финал с половиной личных баллов набранных в командном многоборье. В командном многоборье в зачёт шли 5 лучших результатов, показанных гимнастами в обязательных и произвольных упражнениях.
Женщины
Многоборья
| Соревнование         | Спортсмены                    | Квалификация   | Квалификация   | Квалификация        | Квалификация        | Квалификация | Квалификация | Квалификация       | Квалификация       | Квалификация | Квалификация | Финал                 | Финал                 | Финал                 | Финал                 | Финал                 | Финал                 | Финал                 |
| Соревнование         | Спортсмены                    | Опорный прыжок | Опорный прыжок | Разновысокие брусья | Разновысокие брусья | Бревно       | Бревно       | Вольные упражнения | Вольные упражнения | Всего        | Место        | 50% кв                | Опорный прыжок        | Разновысокие брусья   | Бревно                | Вольные упражнения    | Всего                 | Место                 |
| Соревнование         | Спортсмены                    | О              | П              | О                   | П                   | О            | П            | О                  | П                  | Всего        | Место        | 50% кв                | Опорный прыжок        | Разновысокие брусья   | Бревно                | Вольные упражнения    | Всего                 | Место                 |
| -------------------- | ----------------------------- | -------------- | -------------- | ------------------- | ------------------- | ------------ | ------------ | ------------------ | ------------------ | ------------ | ------------ | --------------------- | --------------------- | --------------------- | --------------------- | --------------------- | --------------------- | --------------------- |
| личное многоборье    | Йоанна Бартош                 | 8,65           | 8,90           | 8,90                | 9,25                | 8,35         | 8,25         | 9,20               | 9,25               | 70,75        | 52           | Завершила выступление | Завершила выступление | Завершила выступление | Завершила выступление | Завершила выступление | Завершила выступление | Завершила выступление |
| личное многоборье    | Малгожата Барлак-Камасиньская | 8,70           | 8,80           | 8,65                | 8,45                | 8,60         | 8,65         | 9,00               | 8,85               | 69,70        | 63           | Завершила выступление | Завершила выступление | Завершила выступление | Завершила выступление | Завершила выступление | Завершила выступление | Завершила выступление |
| командное многоборье | Малгожата Барлак-Камасиньская | 8,70           | 8,80           | 8,65                | 8,45                | 8,60         | 8,65         | 9,00               | 8,85               |              |              | Завершили выступление | Завершили выступление | Завершили выступление | Завершили выступление | Завершили выступление | Завершили выступление | Завершили выступление |
| командное многоборье | Йоанна Бартош                 | 8,65           | 8,90           | 8,90                | 9,25                | 8,35         | 8,25         | 9,20               | 9,25               |              |              | Завершили выступление | Завершили выступление | Завершили выступление | Завершили выступление | Завершили выступление | Завершили выступление | Завершили выступление |
| командное многоборье |                               |                |                |                     |                     |              |              |                    |                    |              |              | Завершили выступление | Завершили выступление | Завершили выступление | Завершили выступление | Завершили выступление | Завершили выступление | Завершили выступление |
| командное многоборье |                               |                |                |                     |                     |              |              |                    |                    |              |              | Завершили выступление | Завершили выступление | Завершили выступление | Завершили выступление | Завершили выступление | Завершили выступление | Завершили выступление |
| командное многоборье |                               |                |                |                     |                     |              |              |                    |                    |              |              | Завершили выступление | Завершили выступление | Завершили выступление | Завершили выступление | Завершили выступление | Завершили выступление | Завершили выступление |
| командное многоборье |                               |                |                |                     |                     |              |              |                    |                    |              |              | Завершили выступление | Завершили выступление | Завершили выступление | Завершили выступление | Завершили выступление | Завершили выступление | Завершили выступление |
| командное многоборье | всего                         | 43,35          | 44,65          | 43,45               | 45,05               | 42,25        | 42,45        | 44,95              | 44,65              | 350,90       | 10           | Завершили выступление | Завершили выступление | Завершили выступление | Завершили выступление | Завершили выступление | Завершили выступление | Завершили выступление |

Индивидуальные упражнения
| Соревнование        | Спортсмены                    | Квалификация | Квалификация | Квалификация | Квалификация | Финал                 | Финал                 | Финал                 | Финал                 |
| Соревнование        | Спортсмены                    | Очки         | Очки         | Очки         | Место        | 50% кв                | Очки                  | Сумма                 | Место                 |
| Соревнование        | Спортсмены                    | О            | П            | Сумма        | Место        | 50% кв                | Очки                  | Сумма                 | Место                 |
| ------------------- | ----------------------------- | ------------ | ------------ | ------------ | ------------ | --------------------- | --------------------- | --------------------- | --------------------- |
| опорный прыжок      | Йоанна Бартош                 | 8,65         | 8,90         | 17,55        | 65           | Завершила выступление | Завершила выступление | Завершила выступление | Завершила выступление |
| опорный прыжок      | Малгожата Барлак-Камасиньская | 8,70         | 8,80         | 17,50        | 69           | Завершила выступление | Завершила выступление | Завершила выступление | Завершила выступление |
| разновысокие брусья | Йоанна Бартош                 | 8,90         | 9,25         | 18,15        | 42           | Завершила выступление | Завершила выступление | Завершила выступление | Завершила выступление |
| разновысокие брусья | Малгожата Барлак-Камасиньская | 8,65         | 8,45         | 17,10        | 82           | Завершила выступление | Завершила выступление | Завершила выступление | Завершила выступление |
| бревно              | Малгожата Барлак-Камасиньская | 8,60         | 8,65         | 17,25        | 50           | Завершила выступление | Завершила выступление | Завершила выступление | Завершила выступление |
| бревно              | Йоанна Бартош                 | 8,35         | 8,25         | 16,60        | 91           | Завершила выступление | Завершила выступление | Завершила выступление | Завершила выступление |
| вольные упражнения  | Йоанна Бартош                 | 9,20         | 9,25         | 18,45        | 19           | Завершила выступление | Завершила выступление | Завершила выступление | Завершила выступление |
| вольные упражнения  | Малгожата Барлак-Камасиньская | 9,00         | 8,85         | 17,85        | 47           | Завершила выступление | Завершила выступление | Завершила выступление | Завершила выступление |

### Стрельба
Мужчины
| Соревнование                                                      | Спортсмены       | Финал     | Финал |
| Соревнование                                                      | Спортсмены       | Результат | Место |
| ----------------------------------------------------------------- | ---------------- | --------- | ----- |
| малокалиберная винтовка, стрельба по движущейся мишени, 50 метров | Зигмунт Бодзевич | 541       | 17    |

### Тяжёлая атлетика
В рамках соревнований проводились три упражнения — армейский жим, рывок и толчок. В каждом из упражнений спортсмену даётся 3 попытки. Победитель определяется по сумме трёх упражнений. При равенстве результатов победа присуждается спортсмену, с меньшим собственным весом.
Мужчины
| Категория  | Спортсмены            | Вес   | Армейский жим | Армейский жим | Армейский жим | Рывок | Рывок | Рывок | Толчок | Толчок | Толчок | Всего | Место |
| Категория  | Спортсмены            | Вес   | 1             | 2             | 3             | 1     | 2     | 3     | 1      | 2      | 3      | Всего | Место |
| ---------- | --------------------- | ----- | ------------- | ------------- | ------------- | ----- | ----- | ----- | ------ | ------ | ------ | ----- | ----- |
| до 67,5 кг | Вальдемар Башановский | 66,90 | 142,5         | 142,5         | 142,5         | 130,0 | 135,0 | 135,0 | 162,5  | 167,5  | 167,5  | 435,0 | 4     |

### Фехтование
Мужчины
Командное первенство
| Соревнование    | Спортсмены                                                                       | Групповой этап   | Групповой этап     | Групповой этап    | Групповой этап | Четвертьфинал   | Полуфинал      | Финал           | Место |
| Соревнование    | Спортсмены                                                                       | Соперники Счёт   | Соперники Счёт     | Соперники Счёт    | Место          | Соперники Счёт  | Соперники Счёт | Соперники Счёт  | Место |
| --------------- | -------------------------------------------------------------------------------- | ---------------- | ------------------ | ----------------- | -------------- | --------------- | -------------- | --------------- | ----- |
| командная шпага | Бохдан Анджеевский Казимеж Барбурский Бохдан Гонсёр Хенрик Нелаба Ежи Яниковский | Группа 4         | Группа 4           | Группа 4          | Группа 4       | Венгрия · П 1:9 | Классификация  | Классификация   | 6     |
| командная шпага | Бохдан Анджеевский Казимеж Барбурский Бохдан Гонсёр Хенрик Нелаба Ежи Яниковский | Мексика · В 11:5 | Люксембург · В 9:6 | Швейцария · П 6:9 | 2 Q            | Венгрия · П 1:9 | Швеция · В 9:7 | Румыния · П 3:9 | 6     |

Женщины
Индивидуальное первенство
| Соревнование          | Спортсмены   | Первый раунд                                                                                                  | Первый раунд | Четвертьфинал                                                                                          | Четвертьфинал | Полуфинал             | Полуфинал             | Финал                 | Финал                 |
| Соревнование          | Спортсмены   | Соперники Счёт                                                                                                | Место        | Соперники Счёт                                                                                         | Место         | Соперники Счёт        | Место                 | Соперники Счёт        | Место                 |
| --------------------- | ------------ | --- | ------------ | --- | ------------- | --------------------- | --------------------- | --------------------- | --------------------- |
| индивидуальная рапира | Халина Балон | Группа 7 | Группа 7     | Группа 2                                                                                               | Группа 2      | Завершила выступление | Завершила выступление | Завершила выступление | Завершила выступление |
| индивидуальная рапира | Халина Балон | FRGБ. Эртель В 4:2 ITAА. Раньо-Лонци В 4:3 SUIФ. Режами В 4:0 GBRК. Хенли-Халстед В 4:3 USAЭ. О’Доннелл В 4:1 | 1 Q          | ITAА. Раньо-Лонци П 3:4 URSЕ. Белова П 3:4 FRGБ. Эртель П 1:4 FRAБ. Гапе-Дюмон В 4:2 HUNИ. Рейтё П 3:4 | 5             | Завершила выступление | Завершила выступление | Завершила выступление | Завершила выступление |

Командное первенство
| Соревнование     | Спортсмены | Групповой этап      | Групповой этап      | Групповой этап  | Групповой этап | Четвертьфинал         | Полуфинал             | Финал                 | Место |
| Соревнование     | Спортсмены | Соперники Счёт      | Соперники Счёт      | Соперники Счёт  | Место          | Соперники Счёт        | Соперники Счёт        | Соперники Счёт        | Место |
| ---------------- | --- | ------------------- | ------------------- | --------------- | -------------- | --------------------- | --------------------- | --------------------- | ----- |
| командная рапира | Халина Балон Йоланта Бебель-Жимовская Кристина Махницкая-Урбаньская Камилла Складановская Эльжбета Франке-Цимерман | Группа 2            | Группа 2            | Группа 2        | Группа 2       | Завершили выступление | Завершили выступление | Завершили выступление | 7     |
| командная рапира | Халина Балон Йоланта Бебель-Жимовская Кристина Махницкая-Урбаньская Камилла Складановская Эльжбета Франке-Цимерман | США · В 8:8 (47:43) | ФРГ · П 8:8 (42:48) | Италия · П 3:10 | 3              | Завершили выступление | Завершили выступление | Завершили выступление | 7     |

### Футбол
Сборная Польши квалифицировалась на Игры, заняв первое место во второй квалификационной группе европейского отбора.
Состав
| №              | Имя                  | Клуб              | Дата рождения    | Возраст | Игр     | Голов   |
| Вратари        | Вратари              | Вратари           | Вратари          | Вратари | Вратари | Вратари |
| -------------- | -------------------- | ----------------- | ---------------- | ------- | ------- | ------- |
| 1              | Хуберт Костка        | Гурник Забже      | 27 мая 1940      | 32      | 7       | -5      |
| 18             | Марян Шея            | Заглембе Валбжих  | 20 августа 1941  | 30      | 0       | 0       |
| Защитники      |                      |                   |                  |         |         |         |
| 2              | Антоний Шимановский  | Висла             | 13 января 1951   | 21      | 6       | 0       |
| 3              | Ежи Горгонь          | Гурник Забже      | 18 июля 1949     | 22      | 7       | 2       |
| 4              | Зигмунд Анчок        | Гурник Забже      | 14 марта 1946    | 26      | 7       | 0       |
| 13             | Ежи Краска           | Гвардия           | 24 декабря 1951  | 20      | 6       | 0       |
| 13             | Марьян Остафинский   | Рух Хожув         | 8 декабря 1946   | 25      | 3       | 0       |
| 19             | Збигнев Гут          | Одра Ополе        | 17 апреля 1949   | 23      | 4       | 0       |
| Полузащитники  |                      |                   |                  |         |         |         |
| 5              | Леслав Цьмикевич     | Легия             | 25 августа 1948  | 23      | 7       | 0       |
| 6              | Зигмунт Мащик        | Рух Хожув         | 3 мая 1945       | 27      | 6       | 0       |
| 7              | Ришард Шимчак        | Гвардия           | 14 декабря 1944  | 27      | 2       | 0       |
| 8              | Зигфрид Шолтысик     | Гурник Забже      | 24 октября 1942  | 29      | 5       | 1       |
| 9              | Казимеж Дейна        | Легия             | 23 октября 1947  | 24      | 7       | 9       |
| 17             | Анджей Яросик        | Заглембе Сосновец | 26 ноября 1944   | 27      | 0       | 0       |
| Нападающие     |                      |                   |                  |         |         |         |
| 10             | Влодзимеж Любаньский | Гурник Забже      | 28 февраля 1947  | 25      | 7       | 2       |
| 11             | Роберт Гадоха        | Гвардия           | 10 января 1946   | 26      | 7       | 6       |
| 12             | Казимеж Кмецик       | Висла Краков      | 19 сентября 1951 | 20      | 3       | 1       |
| 15             | Гжегож Лято          | Сталь Мелец       | 8 апреля 1950    | 22      | 1       | 0       |
| 16             | Йоахим Маркс         | Рух Хожув         | 31 августа 1944  | 27      | 2       | 0       |
| Главный тренер |                      |                   |                  |         |         |         |
| Флаг Польши    | Казимеж Гурский      | Казимеж Гурский   | 2 марта 1921     | 51      |         |         |

Результаты
Первый раунд (Группа D)
| М | Команда  | И | В | Н | П | Мячи   | ±   | О |
| - | -------- | - | - | - | - | ------ | --- | - |
| 1 | Польша   | 3 | 3 | 0 | 0 | 11 − 2 | +9  | 9 |
| 2 | ГДР      | 3 | 2 | 0 | 1 | 11 − 3 | +8  | 6 |
| 3 | Колумбия | 3 | 1 | 0 | 2 | 5 − 12 | −7  | 3 |
| 4 | Гана     | 3 | 0 | 0 | 3 | 1 − 11 | −10 | 0 |

| 28 августа 1972 12:00 UTC+2           | \| Польша \| 5:1 (3:0) Отчёт \| Колумбия \| \| Дейна 16′, 32′ · Гадоха 42′, 49′, 72′ \| Голы \| Морон 63′ \| | Стадион: ESV-Stadion, Ингольштадт Зрителей: 4000 Судья: Сали Гиндиль |
| Польша                                | 5:1 (3:0) Отчёт                                                                                              | Колумбия                                                             |
| Дейна 16′, 32′ · Гадоха 42′, 49′, 72′ | Голы | Морон 63′                                                            |

| 30 августа 1972 12:00 UTC+2                  | \| Польша \| 4:0 (1:0) Отчёт \| Гана \| \| Любаньский 40′ · Гадоха 59′, 89′ · Дейна 86′ \| Голы \| \| | Стадион: Янштадион, Регенсбург Зрителей: 2200 Судья: Ли Канчи |
| Польша                                       | 4:0 (1:0) Отчёт                                                                                       | Гана                                                          |
| Любаньский 40′ · Гадоха 59′, 89′ · Дейна 86′ | Голы                                                                                                  |                                                               |

| 1 сентября 1972 12:00 UTC+2 | \| Польша \| 2:1 (1:1) Отчёт \| ГДР \| \| Горгонь 6′, 63′ \| Голы \| Штрайх 45′ \| | Стадион: Муниципальный, Нюрнберг Зрителей: 10 000 Судья: Вернер Винземан |
| Польша                      | 2:1 (1:1) Отчёт                                                                    | ГДР                                                                      |
| Горгонь 6′, 63′             | Голы                                                                               | Штрайх 45′                                                               |

Второй раунд (Группа 2)
| М | Команда | И | В | Н | П | Мячи   | ±   | О |
| - | ------- | - | - | - | - | ------ | --- | - |
| 1 | Польша  | 3 | 2 | 1 | 0 | 8 − 2  | +6  | 7 |
| 2 | СССР    | 3 | 2 | 0 | 1 | 8 − 2  | +6  | 6 |
| 3 | Дания   | 3 | 1 | 1 | 1 | 4 − 6  | −2  | 4 |
| 4 | Марокко | 3 | 0 | 0 | 3 | 1 − 11 | −10 | 0 |

| 3 сентября 1972 12:00 UTC+2 | \| Дания \| 1:1 (1:1) Отчёт \| Польша \| \| Хайно Хансен 27′ \| Голы \| Дейна 36′ \| | Стадион: Янштадион, Регенсбург Зрителей: 4000 Судья: Абделькадер Ауисси |
| Дания                       | 1:1 (1:1) Отчёт                                                                      | Польша                                                                  |
| Хайно Хансен 27′            | Голы                                                                                 | Дейна 36′                                                               |

| 5 сентября 1972 16:30 UTC+2 | \| СССР \| 1:2 (1:0) Отчёт \| Польша \| \| Блохин 28′ \| Голы \| Дейна 79′ (пен.) · Шолтысик 87′ \| | Стадион: Розенауштадион, Аугсбург Зрителей: 5000 Судья: Хенри Эберг |
| СССР                        | 1:2 (1:0) Отчёт                                                                                     | Польша                                                              |
| Блохин 28′                  | Голы                                                                                                | Дейна 79′ (пен.) · Шолтысик 87′                                     |

| 8 сентября 1972 16:30 UTC+2                                     | \| Польша \| 5:0 (3:0) Отчёт \| Марокко \| \| Кмецик 3′ · Любаньский 10′ · Дейна 45′ (пен.), 63′ · Гадоха 53′ \| Голы \| \| | Стадион: Муниципальный, Нюрнберг Зрителей: 500 Судья: Франческо Франческон |
| Польша                                                          | 5:0 (3:0) Отчёт | Марокко                                                                    |
| Кмецик 3′ · Любаньский 10′ · Дейна 45′ (пен.), 63′ · Гадоха 53′ | Голы |                                                                            |

Финал
| 10 сентября 1972 20:15 UTC+2 | \| Польша \| 2:1 (0:1) Отчёт \| Венгрия \| \| Дейна 47′, 68′ \| Голы \| Варади 42′ \| | Стадион: Олимпийский, Мюнхен Зрителей: 80 000 Судья: Курт Ченшер |
| Польша                       | 2:1 (0:1) Отчёт                                                                       | Венгрия                                                          |
| Дейна 47′, 68′               | Голы                                                                                  | Варади 42′                                                       |

Итог: Сборная Польши по футболу заняла -е место.

### Хоккей на траве
Состав
| Номер          | Имя                     | Дата рождения   | Рост, см | Вес, кг | Клуб              | Игры    | Голы    |
| Вратари        | Вратари                 | Вратари         | Вратари  | Вратари | Вратари           | Вратари | Вратари |
| -------------- | ----------------------- | --------------- | -------- | ------- | ----------------- | ------- | ------- |
|                | Збигнев Луй             | 4 августа 1945  | 166      | 70      | Семяновичанка     | 4       | -6      |
|                | Ришард Твардовский      | 25 августа 1948 | 166      | 70      | Слёнска Катовице  | 2       | -4      |
|                | Болеслав Чаиньский      | 23 июня 1949    | 173      | 72      | Грюнвальд Познань | 1       | -4      |
| Полевые игроки |                         |                 |          |         |                   |         |         |
|                | Стефан Вегнерский       | 25 июня 1950    | 177      | 76      | Грюнвальд Познань | 3       | 0       |
|                | Александер Врона        | 11 мая 1940     | 169      | 73      | Слёнска Катовице  | 8       | 1       |
|                | Йожеф Выбиральский      | 9 марта 1946    | 172      | 67      | Варта Познань     | 8       | 1       |
|                | Хенрик Гротовский       | 9 марта 1949    | 168      | 72      | Стелли Гнезно     | 8       | 5       |
|                | Витольд Зиая            | 16 ноября 1940  | 172      | 71      | Семяновичанка     | 6       | 3       |
|                | Станислав Казмерчак     | 5 марта 1950    | 179      | 72      | Грюнвальд Познань | 8       | 1       |
|                | Станислав Каспшик       | 7 ноября 1942   | 169      | 69      | Спарта Гнезно     | 7       | 0       |
|                | Марек Крусь             | 23 июня 1952    | 181      | 70      | Грюнвальд Познань | 7       | 0       |
|                | Влодзимеж Матушиньский  | 8 августа 1948  | 186      | 75      | Грюнвальд Познань | 8       | 2       |
|                | Стефан Отулаковский     | 28 августа 1945 | 181      | 86      | Варта Познань     | 8       | 3       |
|                | Ежи Хороба              | 26 ноября 1949  | 184      | 75      | Семяновичанка     | 1       | 0       |
|                | Александер Циомжиньский | 30 апреля 1945  | 166      | 66      | Спарта Гнезно     | 3       | 0       |
|                | Ежи Чайка               | 11 октября 1942 | 176      | 78      | Варта Познань     | 1       | 0       |
|                | Збигнев Ющак            | 8 сентября 1946 | 170      | 67      | Грюнвальд Познань | 8       | 0       |

| Имя | Гражданство | Дата рождения |
| --- | ----------- | ------------- |
|     |             |               |

Результаты
Группа B
| Место | Команда        | И | В | Н | П | ГЗ | ГП | +/- | Очки |
| ----- | -------------- | - | - | - | - | -- | -- | --- | ---- |
| 1     | Индия          | 7 | 5 | 2 | 0 | 25 | 8  | +17 | 12   |
| 2     | Нидерланды     | 7 | 5 | 1 | 1 | 20 | 9  | +11 | 11   |
| 3     | Великобритания | 7 | 4 | 1 | 2 | 15 | 10 | +5  | 9    |
| 4     | Австралия      | 7 | 3 | 2 | 2 | 18 | 8  | +10 | 8    |
| 5     | Новая Зеландия | 7 | 2 | 3 | 2 | 16 | 11 | +5  | 7    |
| 6     | Польша         | 7 | 2 | 2 | 3 | 12 | 12 | +0  | 6    |
| 6     | Кения          | 7 | 1 | 1 | 5 | 8  | 17 | -9  | 3    |
| 6     | Мексика        | 7 | 0 | 0 | 7 | 1  | 40 | -39 | 0    |

| 27 августа 1972            | \| Польша \| 1:0 (1:0, 0:0) Протокол \| Кения \| \| Влодзимеж Матушиньский 11' \| Голы \| \| | Хоккейанлаге, Мюнхен Судьи: Фриц Зегерс Фриц Мор |
| Польша                     | 1:0 (1:0, 0:0) Протокол                                                                      | Кения                                            |
| Влодзимеж Матушиньский 11' | Голы                                                                                         |                                                  |

| 28 августа 1972              | \| Нидерланды \| 4:2 (3:0, 1:2) Протокол \| Польша \| \| Тис Крёйзе 5', 12', 26', 64' \| Голы \| Станислав Казмерчак 39' · Хенрик Гротовский 60' \| | Хоккейанлаге, Мюнхен Судьи: Хайме Сальвателья Бернар Валетт |
| Нидерланды                   | 4:2 (3:0, 1:2) Протокол | Польша                                                      |
| Тис Крёйзе 5', 12', 26', 64' | Голы | Станислав Казмерчак 39' · Хенрик Гротовский 60'             |

| 30 августа 1972                                                    | \| Польша \| 3:0 (1:0, 0:0) Протокол \| Мексика \| \| Витольд Зиая 21' · Хенрик Гротовский 38' · Стефан Отулаковский 41' \| Голы \| \| | Хоккейанлаге, Мюнхен Судьи: Г. Виджаянатхан Жакки Маннебак |
| Польша                                                             | 3:0 (1:0, 0:0) Протокол | Мексика                                                    |
| Витольд Зиая 21' · Хенрик Гротовский 38' · Стефан Отулаковский 41' | Голы |                                                            |

| 31 августа 1972                               | \| Индия \| 2:2 (1:0, 1:2) Протокол \| Польша \| \| Хармик Сингх 33' · Г. Биллимогапуттасвами 50' \| Голы \| Витольд Зиая 36', 40' \| | Хоккейанлаге, Мюнхен Судьи: Г. Виджаянатхан Освальдо Пенсози |
| Индия                                         | 2:2 (1:0, 1:2) Протокол | Польша                                                       |
| Хармик Сингх 33' · Г. Биллимогапуттасвами 50' | Голы | Витольд Зиая 36', 40'                                        |

| 2 сентября 1972           | \| Новая Зеландия \| 3:3 (1:2, 2:1) Протокол \| Польша \| \| Грег Деймен 11', 48', 53' \| Голы \| Стефан Отулаковский 17' · Влодзимеж Матушиньский 26' · Хенрик Гротовский 36' \| | Хоккейанлаге, Мюнхен Судьи: Фриц Зегерс Бернар Валетт                        |
| Новая Зеландия            | 3:3 (1:2, 2:1) Протокол | Польша                                                                       |
| Грег Деймен 11', 48', 53' | Голы | Стефан Отулаковский 17' · Влодзимеж Матушиньский 26' · Хенрик Гротовский 36' |

| 3 сентября 1972      | \| Австралия \| 1:0 (1:0, 0:0) Протокол \| Польша \| \| Брайан Гленкросс 16' \| Голы \| \| | Хоккейанлаге, Мюнхен Судьи: Орасио Серветто Фриц Зегерс |
| Австралия            | 1:0 (1:0, 0:0) Протокол                                                                    | Польша                                                  |
| Брайан Гленкросс 16' | Голы                                                                                       |                                                         |

| 4 сентября 1972                         | \| Великобритания \| 2:1 (1:1, 1:0) Протокол \| Польша \| \| Кристофер Лангорн 17' · Терри Грегг 51' \| Голы \| Хенрик Гротовский 33' \| | Хоккейанлаге, Мюнхен Судьи: Фриц Зегерс Франсис Стойрс |
| Великобритания                          | 2:1 (1:1, 1:0) Протокол | Польша                                                 |
| Кристофер Лангорн 17' · Терри Грегг 51' | Голы | Хенрик Гротовский 33'                                  |

Матч за 11-е место
| 8 сентября 1972                                                       | \| Франция \| 4:4 (2:1, 2:3) п. 0:3 Протокол \| Польша \| \| Патрик Буртшел 29' · Франсис Куту 31' · Шарль Пус 41' · Жорж Грен 46' \| Голы \| Йожеф Выбиральский 18' · Александер Врона 45' · Хенрик Гротовский 48' · Стефан Отулаковский 67' \| \| \| Пенальти \| Стефан Отулаковский · Хенрик Гротовский · Станислав Каспшик \| | Хоккейанлаге, Мюнхен Судьи: Саифи Луиджи Тинти                                                  |
| Франция                                                               | 4:4 (2:1, 2:3) п. 0:3 Протокол | Польша                                                                                          |
| Патрик Буртшел 29' · Франсис Куту 31' · Шарль Пус 41' · Жорж Грен 46' | Голы | Йожеф Выбиральский 18' · Александер Врона 45' · Хенрик Гротовский 48' · Стефан Отулаковский 67' |
|                                                                       | Пенальти | Стефан Отулаковский · Хенрик Гротовский · Станислав Каспшик                                     |

Итог: Сборная Польши по хоккею на траве заняла 11-е место.